# Бабяк (Вармінсько-Мазурське воєводство)
Бабяк (пол. Babiak, нім. Frauendorf) — село в Польщі, у гміні Лідзбарк-Вармінський Лідзбарського повіту Вармінсько-Мазурського воєводства.
Населення — 205 осіб (2011).
У 1975-1998 роках село належало до Ольштинського воєводства.

## Демографія
Демографічна структура станом на 31 березня 2011 року:
|          | Загалом | Допрацездатний вік | Працездатний вік | Постпрацездатний вік |
| -------- | ------- | ------------------ | ---------------- | -------------------- |
| Чоловіки | 108     | 21                 | 76               | 11                   |
| Жінки    | 97      | 16                 | 58               | 23                   |
| Разом    | 205     | 37                 | 134              | 34                   |